# Trevor Doornbusch
Trevor Irving Doornbusch (Haarlem, 6 luglio 1999) è un calciatore olandese, portiere del VVV-Venlo e della nazionale di Curaçao.

## Statistiche

### Presenze e reti nei club
Statistiche aggiornate al 23 ottobre 2023.
| Stagione          | Squadra           | Campionato        | Campionato | Campionato | Coppe nazionali | Coppe nazionali | Coppe nazionali | Coppe continentali | Coppe continentali | Coppe continentali | Altre coppe | Altre coppe | Altre coppe | Totale | Totale |
| Stagione          | Squadra           | Comp              | Pres       | Reti       | Comp            | Pres            | Reti            | Comp               | Pres               | Reti               | Comp        | Pres        | Reti        | Pres   | Reti   |
| ----------------- | ----------------- | ----------------- | ---------- | ---------- | --------------- | --------------- | --------------- | ------------------ | ------------------ | ------------------ | ----------- | ----------- | ----------- | ------ | ------ |
| 2017-2018         | Heerenveen        | E                 | 0          | 0          | CO              | 0               | 0               | -                  | -                  | -                  | -           | -           | -           | 0      | 0      |
| 2018-2019         | Heerenveen        | E                 | 0          | 0          | CO              | 0               | 0               | -                  | -                  | -                  | -           | -           | -           | 0      | 0      |
| 2019-2020         | Heerenveen        | E                 | 0          | 0          | CO              | 0               | 0               | -                  | -                  | -                  | -           | -           | -           | 1      | 0      |
| Totale Heerenveen | Totale Heerenveen | Totale Heerenveen | 0          | 0          |                 | 0               | 0               |                    | -                  | -                  |             | -           | -           | 0      | 0      |
| 2020-2021         | Telstar           | ED                | 2          | -6         | CO              | 0               | 0               | -                  | -                  | -                  | -           | -           | -           | 2      | -6     |
| 2021-2022         | Telstar           | ED                | 13         | -30        | CO              | 1               | -1              | -                  | -                  | -                  | -           | -           | -           | 14     | -31    |
| Totale Telstar    | Totale Telstar    | Totale Telstar    | 15         | -36        |                 | 1               | -1              |                    | -                  | -                  |             | -           | -           | 16     | -37    |
| 2022-2023         | Dordrecht         | ED                | 0          | 0          | CO              | 1               | -3              | -                  | -                  | -                  | -           | -           | -           | 1      | -3     |
| 2023-2024         | Dordrecht         | ED                | 0          | 0          | CO              | 0               | 0               | -                  | -                  | -                  | -           | -           | -           | 0      | 0      |
| Totale Dordrecht  | Totale Dordrecht  | Totale Dordrecht  | 0          | 0          |                 | 1               | -3              |                    | -                  | -                  |             | -           | -           | 1      | -3     |
| Totale carriera   | Totale carriera   | Totale carriera   | 15         | -36        |                 | 2               | -4              |                    | -                  | -                  |             | -           | -           | 17     | -40    |

### Cronologia presenze e reti in nazionale
| Cronologia completa delle presenze e delle reti in nazionale ― Curaçao | Cronologia completa delle presenze e delle reti in nazionale ― Curaçao | Cronologia completa delle presenze e delle reti in nazionale ― Curaçao | Cronologia completa delle presenze e delle reti in nazionale ― Curaçao | Cronologia completa delle presenze e delle reti in nazionale ― Curaçao | Cronologia completa delle presenze e delle reti in nazionale ― Curaçao | Cronologia completa delle presenze e delle reti in nazionale ― Curaçao | Cronologia completa delle presenze e delle reti in nazionale ― Curaçao |
| Data                                                                   | Città                                                                  | In casa                                                                | Risultato                                                              | Ospiti                                                                 | Competizione                                                           | Reti                                                                   | Note                                                                   |
| ---------------------------------------------------------------------- | ---------------------------------------------------------------------- | ---------------------------------------------------------------------- | ---------------------------------------------------------------------- | ---------------------------------------------------------------------- | ---------------------------------------------------------------------- | ---------------------------------------------------------------------- | ---------------------------------------------------------------------- |
| 13-6-2023                                                              | Fort Lauderdale                                                        | Curaçao                                                                | 0 – 0                                                                  | Porto Rico                                                             | Amichevole                                                             | -                                                                      |                                                                        |
| 7-9-2023                                                               | Port of Spain                                                          | Trinidad e Tobago                                                      | 1 – 0                                                                  | Curaçao                                                                | CONCACAF Nations League 2023-2024 - 1º turno                           | -1                                                                     |                                                                        |
| 10-9-2023                                                              | Fort-de-France                                                         | Martinica                                                              | 1 – 0                                                                  | Curaçao                                                                | CONCACAF Nations League 2023-2024 - 1º turno                           | -1                                                                     |                                                                        |
| 13-10-2023                                                             | Willemstad                                                             | Curaçao                                                                | 1 – 2                                                                  | Panama                                                                 | CONCACAF Nations League 2023-2024 - 1º turno                           | -2                                                                     |                                                                        |
| 17-10-2023                                                             | Willemstad                                                             | Curaçao                                                                | 5 – 3                                                                  | Trinidad e Tobago                                                      | CONCACAF Nations League 2023-2024 - 1º turno                           | -3                                                                     |                                                                        |
| Totale                                                                 |                                                                        | Presenze                                                               | 5                                                                      |                                                                        | Reti                                                                   | -7                                                                     |                                                                        |